# 창녕 조민수 묘
창녕 조민수 묘(昌寧 曺敏修 墓)는 대한민국 경상남도 창녕군 대합면 신당리에 있는, 고려 말기의 무신 조민수(미상~1390년)의 무덤이다.
2013년 7월 11일 경상남도의 기념물 제282호 창녕 창성부원군 조민수의 묘로 지정되었다가, 2018년 12월 20일 현재의 명칭으로 변경되었다.

## 개요
조민수(미상~1390년)는 고려 말기의 무신으로 본관은 창녕이다. 고려 말 왜구와 홍건적의 침입을 물리치는 데 큰 공을 세웠으며, 문하시중(門下侍中)을 비롯한 여러 관직을 두루 지내고 창성부원군에 봉해졌다. 1388년(우왕 14) 요동정벌군의 좌군(左軍) 도통사(都統使)로 출정하였다가 이성계와 함께 위화도에서 회군함으로써 우왕을 폐하고 창왕을 세우는 데 중요한 구실을 하였다. 그러나 1389년 이성계 일파의 세력에 밀려 창녕으로 유배되었고, 1390년에 창녕에서 생을 마감하였다.
묘역은 봉분 1기, 화관석(花冠石) 묘표 1기, 문인석 1쌍으로 구성되어 있다. 비음(碑陰)의 기록에 따르면 화관석 묘표는 조민수의 증손인 연(衍)이 사헌 감찰의 직분으로 계사(癸巳) 11월에 세운 것이다. 창녕 조씨 족보에 따르면 계사는 1473년(성종 4)으로 판단된다. 화관석 묘표는 조선 시대 초기에 등장하여 16세기 전반까지 유행하다 사라진 양식으로, 이 묘표의 예스럽고 소박한 형식은 15세기 후반에 건립되었음을 알려준다.
또한 문인석은 복두(幞頭)에 공복(公服)을 입고 있다. 공복의 소매가 매우 넓고 홀(笏)을 잡은 두 손이 소매에 가려져 있어 15세기 중․후반의 양식을 보여 주고 있다.

## 참고 문헌
- 창녕 조민수 묘 - 국가유산청 국가유산포털